# 李龍基精選
《李龍基精選》是香港歌手李龍基發行第一張精選輯，除了收錄之前五張粵語唱片的部分歌曲為精選部分外。新歌部份包括兩首無線電視翡翠台電視劇劇集同名主題曲《花艇小英雄》、另一劇集同名主題曲《如來神掌》。

## 曲目
A面
1. 花艇小英雄 (新曲)
2. 男子漢
3. 靜靜地
4. 佛山贊先生
5. 巨星
6. 浣花洗劍錄
7. 大地任我闖

B面
1. 如來神掌 (新曲)
2. 稻草人
3. 路直路彎
4. 人生曲
5. 情謎
6. 得失一樂也